# Beatrice Fihn
Beatrice Fihn (Gotemburgo, 17 de noviembre de 1982) es una abogada sueca, y desde 1 de julio de 2014 es la directora ejecutiva de la Campaña internacional para abolir las armas nucleares (ICAN, por sus siglas en inglés). Junto a la superviviente de Hiroshima Setsuko Thurlow, Fihn recibió el Premio Nobel de la Paz 2017 en nombre de ICAN.

## Campaña internacional para abolir las armas nucleares
Fihn inició su trabajo en materia de desarme al ganar una beca para trabajar con la Liga Internacional de Mujeres por la Paz y la Libertad. Luego se mudó a Ginebra para trabajar como directora de ICAN. El principal programa de la organización se enfoca en el Tratado sobre la Prohibición de las Armas Nucleares, el cual fue aprobado el 7 de julio de 2017 por 122 Estados en la Organización de las Naciones Unidas en Nueva York.